# Smicropus ops
Smicropus ops är en fjärilsart som beskrevs av Druce 1885. Smicropus ops ingår i släktet Smicropus och familjen mätare. Inga underarter finns listade i Catalogue of Life.